# Avicii: True Stories
Avicii: True Stories ist ein Dokumentarfilm aus dem Jahr 2017 über den schwedischen Electronic-Dance-Music-Produzenten und DJ Tim Bergling, der unter dem Künstlernamen Avicii auftrat. Regie führte Levan Tsikurishvili, der seit 2013 fast täglich mit Bergling unterwegs war. Die Filmbiografie wurde am 26. Oktober 2017 in ausgewählten Kinos veröffentlicht. Gastauftritte haben bzw. Interviews geben unter anderem der französische DJ David Guetta, der haitianische Hip-Hop-Musiker Wyclef Jean, der niederländische DJ Tiësto, Frontmann Chris Martin von Coldplay und Madonna. Die Dokumentation endet mit 30 Minuten von Aviciis letzter Live-Show am 28. August 2016 im Club Ushuaïa auf Ibiza.

## Produktion
Die Dokumentation wurde von der BBC Worldwide produziert und vom Stockholmer Regisseur Levan Tsikurishvili gedreht. Als Executive Producer wirkte Daniel Zackrisson vom Sveriges Television. Die Dokumentation begleitet Bergling beim Produzieren im Musikstudio und unterwegs auf Tournee über einen Zeitraum von 2011 bis Ende 2016.
Zu seiner Motivation für die Dokumentation sagte der Regisseur:

“I wanted to do a brutally honest film about Tim as a person and not only about Avicii. Everybody knows Avicii but very few people know Tim. I think this documentary really shows Tim’s struggle and strength of character. Being a worldwide superstar artist is not as easy as it looks on Instagram.”

„Ich wollte einen schonungslos ehrlichen Film über Tim als Person machen und nicht nur über Avicii. Jeder kennt Avicii, aber nur wenige Menschen kennen ihn als Tim. Ich denke diese Dokumentation zeigt Tims Kampf und die Stärke seines Charakters. Ein weltweiter Superstar zu sein, ist nicht so leicht, wie es auf Instagram aussieht.“

Der englische Filmtitel True Stories bedeutet Wahre Geschichten und referenziert auf Aviciis Studioalben True (2013) und Stories (2015). Der Film hat eine Länge von 127 Minuten und wurde in Farbe im Breitbildformat mit dem Seitenverhältnis 2,35:1 gefilmt.

## Veröffentlichung
Avicii: True Stories wurde am 26. Oktober 2017 in Litauen, den Niederlanden und Schweden aufgeführt, am 9. November 2017 in Finnland und am 20. November 2017 in Frankreich. Die Dokumentation erschien am 31. März 2018 beim Video-on-Demand-Anbieter Netflix. Aufgrund von Berglings Tod am 20. April 2018 nahm Netflix die Doku in Großbritannien vorübergehend aus dem Programm.

## Kritik
„‚True Stories‘, wahre Geschichten, heißt das Biopic über den schwedischen DJ und Produzenten Avicii, der dank Hits wie ‚Wake Me Up‘ und ‚Without You‘ zu den erfolgreichsten Musiker der Gegenwart zählt – und tatsächlich staunt der Zuschauer über die Schonungslosigkeit, mit der hier hinter die Kulissen einer Weltkarriere gelugt wird: Unser Held säuft, bis die Bauchspeicheldrüse kaputt ist, während sein Manager ihn über Jahre kreuz und quer um den Globus jagt. Außerdem werden die Hintergründe zu Aviciis berüchtigtem Rücktritt vom Tourleben erzählt. Wie seine Manager und Booker die Entscheidung nicht wahrhaben wollen und wie der damalige Mittzwanziger daraufhin um die Deutungshoheit über seine Karriere kämpfen muss, liefert einen eindrucksvollen Beweis, wie traurig das Leben eines Megastars bisweilen geraten kann.“

“If ‚Avicii: True Stories‘ is a story of ‚too much, too soon‘, it makes clear that Avicii, who was trailed over a period of years for the film, didn’t necessarily want it that way. But the director, Levan Tsikurishvili, never reconciles the movie’s competing impulses. It’s part promotional video, part backstage doc and – in retrospect – part tragedy.”

„Falls ‚Avicii: True Stories‘ eine Geschichte von ‚zu viel, zu früh‘ ist, macht sie deutlich, dass Avicii, der jahrelang für den Film begleitet wurde, es nicht unbedingt so wollte. Aber der Regisseur Levan Tsikurishvili bringt die konkurrierenden Impulse des Films nie in Einklang. Es ist teils Werbevideo, teils Backstage-Dokument und – im Rückblick – teils Tragödie.“

„Nach Berglings Tod wirkt das, von der BBC produzierte, Biopic ‚Avicii: True Stories‘ (2017) wie Warnschild und Werbetafel zugleich.“